# Хачатурян, Эмин Левонович
Эмин Левонович Хачатурян (арм. Էմին Լևոնի Խաչատրյան; 5 августа 1930 — 5 августа 2000) — советский дирижёр и композитор армянского происхождения, племянник Арама Ильича Хачатуряна. Заслуженный деятель искусств РСФСР (1968). Народный артист РСФСР (1975).

## Биография
Окончил Московскую консерваторию по классам фортепиано (1954, у Льва Оборина) и дирижирования (1958, у Александра Гаука). Дирижировал Московским областным симфоническим оркестром (1957—1960), затем оркестром Большого театра СССР (1965—1966), где дирижировал операми «Риголетто», «Царская невеста» и «Октябрь» В. Мурадели.
В 1966—1976 годах — художественный руководитель и главный дирижёр Государственного симфонического оркестра кинематографии, записал музыку ко многим кинофильмам. Среди записей — музыка к кинофильмам «Айболит-66», «Укрощение огня», «Служебный роман», «Моя любовь на третьем курсе» и многим другим.
Помимо студийной работы занимался также активной концертной деятельностью. Гастролировал за рубежом.
С 1990 года руководил Оркестром телевидения и радио Армении и Ереванским камерным оркестром.
С 1991 года — профессор кафедры оперно-симфонического дирижирования Ереванской государственной консерватории имени Комитаса. Среди учеников: дирижёры Тигран Саркисян, Тигран Ахназарян и другие.
Автор научных трудов, опубликованных издательством «Советский композитор».
Скончался в день своего 70-летнего юбилея в результате инфаркта на своей даче недалеко от Еревана, похоронен 8 августа в Ереване.

## Музыка к фильмам
1. 1963 — «Семь веков спустя» (документальный)

## Фильмография[6]
1. 1960 — «Ждите писем»
2. 1961 — «Ключ»
3. 1961 — «Карьера Димы Горина»
4. 1961 — «Человек идёт за солнцем»
5. 1962 — «Иваново детство»
6. 1962 — «Семь нянек»
7. 1962 — «Люди и звери»
8. 1962 — «У твоего порога»
9. 1962 — «Увольнение на берег» (совместно с Г. Гамбургом)
10. 1962 — «Деловые люди» (совместно с Ю. Силантьевым)
11. 1962 — «Необыкновенный город»
12. 1963 — «Большая руда»
13. 1963 — «Я шагаю по Москве»
14. 1963 — «Штрафной удар»
15. 1963 — «Слепая птица»
16. 1963 — «Пропало лето»
17. 1963 — «Большой фитиль»
18. 1963 — «Тишина»
19. 1964 — «Сказка о потерянном времени» (совместно с В. Васильевым)
20. 1964 — «Добро пожаловать, или Посторонним вход воспрещён»
21. 1964 — «Свет далёкой звезды»,
22. 1964 — «Хоккеисты»,
23. 1964 — «Зелёный огонёк»,
24. 1964 — «Лёгкая жизнь»,
25. 1964 — «Я — Куба»
26. 1964 — «Женитьба Бальзаминова»
27. 1964 — «Приключения Толи Клюквина»,
28. 1964 — «Дайте жалобную книгу»,
29. 1965 — «Спящий лев»,
30. 1965 — «Тридцать три»
31. 1965 — «Перекличка»
32. 1965 — «Звонят, откройте дверь»
33. 1965 — «Как вас теперь называть?»
34. 1965 — «Время, вперёд!»
35. 1965 — «Герой нашего времени»
36. 1965 — «Гиперболоид инженера Гарина»
37. 1966 — «Окно»
38. 1966 — «Айболит-66»
39. 1966 — «По тонкому льду»
40. 1966 — «Кавказская пленница, или Новые приключения Шурика»
41. 1966 — «Восточный коридор»
42. 1966 — «Такой большой мальчик»
43. 1966 — «Стряпуха»
44. 1967 — «Арена»
45. 1967 — На два часа раньше
46. 1967 — «Спасите утопающего»
47. 1967 — «Крепкий орешек»
48. 1967 — «Вий»
49. 1967 — «Я вас любил…»
50. 1967 — «Дай лапу, Друг!»
51. 1967 — «Взорванный ад»
52. 1967 — «Бабье царство»
53. 1967 — «Бегущая по волнам»
54. 1967 — «Фокусник»
55. 1967 — «Анна Каренина»
56. 1967 — «Пароль не нужен»
57. 1967 — «Комиссар»
58. 1967 — «Штрихи к портрету В. И. Ленина. Поимённое голосование»
59. 1968 — «Бриллиантовая рука»
60. 1968 — «Зигзаг удачи»
61. 1968 — «Иван Макарович»
62. 1968 — «Один шанс из тысячи»
63. 1968 — «Угрюм-река» (совместно с Ю. Силантьевым)
64. 1968 — «От снега до снега»
65. 1968 — «Урок литературы»
66. 1968 — «Далеко на западе»
67. 1968 — «Годен к нестроевой»
68. 1968 — «Бег иноходца»
69. 1968 — «Щит и меч» (3, 4 серии; совместно с М. Нерсесяном)
70. 1968 — «Дорога в тысячу вёрст»
71. 1968 — «Полтора часа в кабинете В. И. Ленина. 1918»
72. 1969 — «Король-олень»
73. 1969 — «Влюблённые»
74. 1969 — «Адъютант его превосходительства»
75. 1969 — «Каждый вечер в одиннадцать»
76. 1969 — «Сотвори бой»
77. 1969 — «Директор»
78. 1969 — «Странные люди»
79. 1969 — «Освобождение: Огненная дуга»
80. 1969 — «Гори, гори, моя звезда»
81. 1969 — «Освобождение: Прорыв»
82. 1970 — «Приключения жёлтого чемоданчика»
83. 1970 — «Спокойный день в конце войны»
84. 1970 — «Штрихи к портрету В. И. Ленина. Коммуна ВХУТЕМАС»
85. 1970 — «Один из нас»
86. 1970 — «Морской характер»
87. 1970 — «Руины стреляют…»
88. 1970 — «Кража»
89. 1971 — «Корона Российской империи, или Снова неуловимые»
90. 1971 — «Последний рейс «Альбатроса»»
91. 1971 — «Тени исчезают в полдень»
92. 1971 — «Пой песню, поэт…»
93. 1971 — «Малыш и Карлсон, который живёт на крыше»
94. 1971 — «Егор Булычов и другие»
95. 1971 — «Песни огненных лет»
96. 1971 — «Алло, Варшава!»
97. 1971 — «Дерзость»
98. 1971 — «Офицеры»
99. 1971 — «Остров сокровищ»
100. 1972 — «Укрощение огня»
101. 1972 — «Чудак из пятого «Б»»
102. 1972 — «Свеаборг»
103. 1972 — «Станционный смотритель»
104. 1972 — «На углу Арбата и улицы Бубулинас»
105. 1972 — «Тайник у Красных камней»
106. 1972 — «Руслан и Людмила»
107. 1972 — «Опасный поворот»
108. 1972 — «Приваловские миллионы»
109. 1973 — «Невероятные приключения итальянцев в России» (совместно с И. Шпиллером)
110. 1973 — «Вечный зов»
111. 1973 — «Берега»
112. 1973 — «Нейлон 100 %»
113. 1973 — «Дача»
114. 1973 — «Человек в штатском»
115. 1973 — «Москва, любовь моя»
116. 1973 — «За облаками — небо»
117. 1973 — «Ни слова о футболе»
118. 1973 — «Много шума из ничего»
119. 1973 — «Двое в пути»
120. 1974 — «Пламя»
121. 1974 — «Под каменным небом»
122. 1974 — «Повесть о человеческом сердце»
123. 1974 — «И всё-таки я верю…» (фильм первый, совместно с Эри Класом)
124. 1974 — «Осень»
125. 1974 — «Чисто английское убийство»
126. 1974 — «Единственная дорога»
127. 1975 — «Ольга Сергеевна»
128. 1975 — «Афоня»
129. 1975 — «Ар-хи-ме-ды!» (совместно с Г. Гараняном)
130. 1975 — «Вариант «Омега»»
131. 1975 — «Рикки-Тикки-Тави»
132. 1975 — «Бегство мистера Мак-Кинли»
133. 1976 — «Моя любовь на третьем курсе»
134. 1976 — «Бешеное золото»
135. 1976 — «Стажёр»
136. 1976 — «Дни Турбиных» (2 и 3 серии)
137. 1977 — «Служебный роман»
138. 1977 — «Золотая мина» (как дирижёр АСО Ленинградской филармонии)
139. 1977 — «Фронт за линией фронта»
140. 1977 — «Марка страны Гонделупы»
141. 1977 — «Личное счастье»
142. 1977 — «Поединок в тайге»
143. 1977 — «Смешные люди!»
144. 1977 — «Доброта»
145. 1978 — «Уроки французского»
146. 1978 — «Трактир на Пятницкой»
147. 1978 — «Двое в новом доме»
148. 1978 — «Емельян Пугачёв»
149. 1978 — «Мальчишки»
150. 1979 — «Поэма о крыльях» (совместно с С. Скрипкой)
151. 1979 — «Сталкер»
152. 1979 — «Маленькие трагедии» (1, 2 серии, указан в титрах во всех сериях, к последнему фильму музыку записал Сергей Скрипка)
153. 1979 — «Дождь в чужом городе»
154. 1980 — «Москва слезам не верит» (указан в титрах, музыку записал Сергей Скрипка)
155. 1980 — «Расследование»
156. 1980 — «Каникулы Кроша»
157. 1980 — «Из жизни отдыхающих»
158. 1980 — «Не стреляйте в белых лебедей»
159. 1981 — «Тегеран-43»
160. 1981 — «Ленин в Париже»
161. 1981 — «Всем — спасибо!»
162. 1981 — «Родня»
163. 1981 — «Приключения Шерлока Холмса и доктора Ватсона: Собака Баскервилей»
164. 1981 — «Портрет жены художника»
165. 1981 — «Восьмое чудо света»
166. 1981 — «Всё наоборот»
167. 1982 — «Блондинка за углом»
168. 1982 — «Остановился поезд»
169. 1982 — «Наследница по прямой»
170. 1982 — «Ассоль»
171. 1982 — «Ищите женщину»
172. 1982 — «Дом, который построил Свифт» (совместно с С. Скрипкой)
173. 1983 — «Незнайка с нашего двора»
174. 1983 — «Без свидетелей»
175. 1983 — «Экзамен на бессмертие»
176. 1983 — «Миргород и его обитатели»
177. 1983 — «Тайна виллы «Грета»»
178. 1984 — «Берег»
179. 1984 — «Мёртвые души»
180. 1985 — «Грядущему веку»
181. 1985 — «Выйти замуж за капитана»
182. 1985 — «Тевье-молочник»
183. 1985 — «Валентин и Валентина»
184. 1985 — «Змеелов»
185. 1985 — «Сестра моя, Люся»
186. 1985 — «Салон красоты»
187. 1985 — «Полевая гвардия Мозжухина»
188. 1986 — «Зонтик для новобрачных»
189. 1986 — «Мой нежно любимый детектив»
190. 1986 — «Досье человека в «Мерседесе»»
191. 1986 — «Зина-Зинуля»
192. 1986 — «Александр Невский» (восстановленная версия)
193. 1987 — «Визит к Минотавру»
194. 1987 — «Лиловый шар»
195. 1987 — «Единожды солгав…»
196. 1987 — «Иван Грозный» (восстановленная версия)
197. 1987 — «Амуланга»
198. 1988 — «Прости нас, сад»
199. 1988 — «Двое и одна»
200. 1988 — «Раз, два — горе не беда!»
201. 1989 — «Дон Сезар де Базан»
202. 1989 — «Ночевала тучка золотая…»
203. 1989 — «Поездка в Висбаден»
204. 1989 — «Отче наш»
205. 1989 — «Сердце не камень»
206. 1989 — «Не сошлись характерами»
207. 1989 — «Созвездие Козлотура»
208. 1989 — «Закон»
209. 1989 — «Месть»
210. 1990 — «Криминальный квартет»
211. 1990 — «Искушение Б.»
212. 1990 — «Савой»
213. 1990 — «Сэнит зон»